# پایل‌تاون (ویرجینیا)
پایل‌تاون (به انگلیسی: Pyletown) یک منطقهٔ مسکونی در ایالات متحده آمریکا است که در شهرستان کلارک، ویرجینیا واقع شده‌است.